# エーベルスヴァルデ

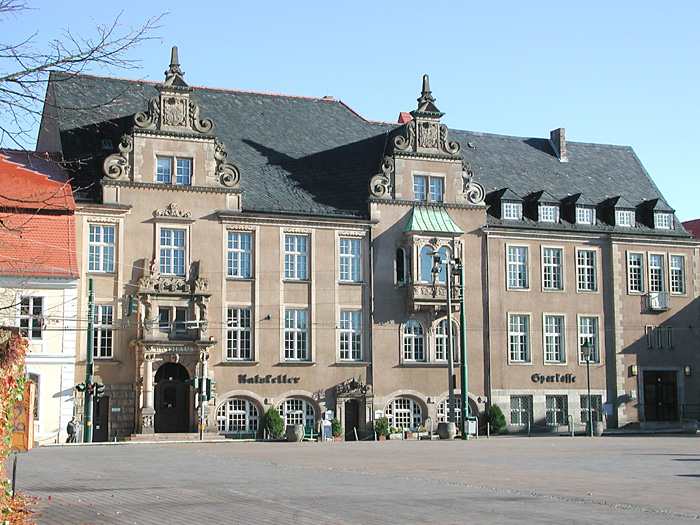
市庁舎

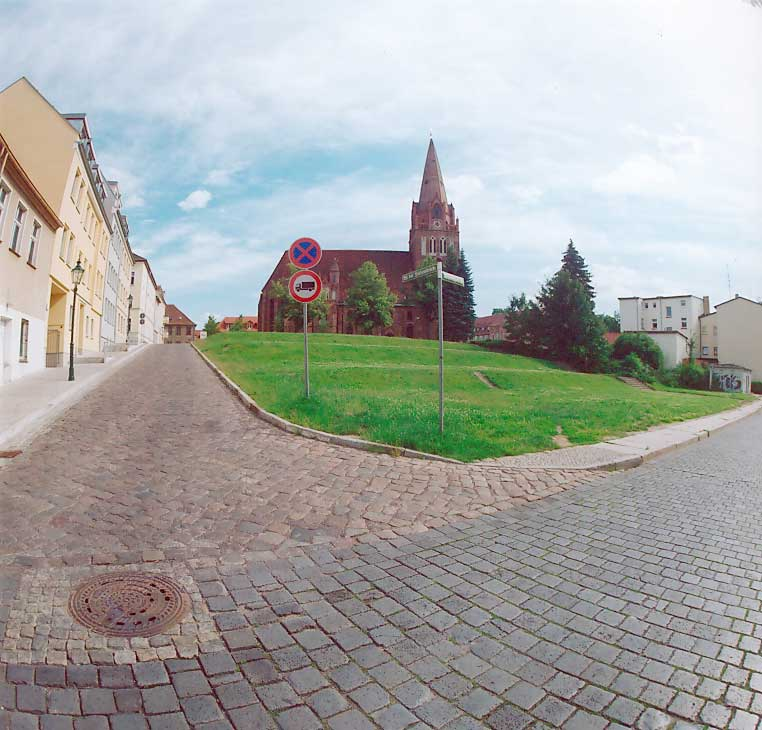
マリア・マクダレナ教会

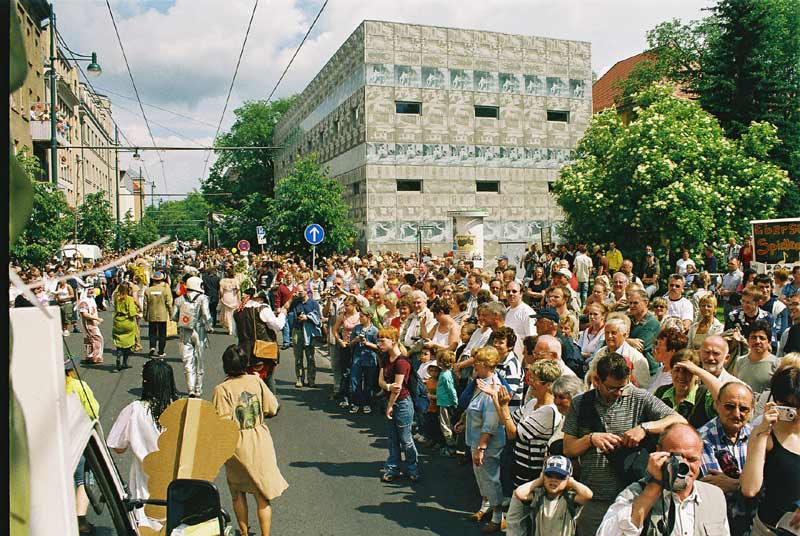
市政750年祭（2004年）

エーベルスヴァルデ（Eberswalde）はドイツ連邦共和国ブランデンブルク州に属する都市。バルニム郡の郡庁所在地である。人口は約42,000人。

## 地勢・産業
しばしば、この街は広大な森を有していることから、ヴァルトシュタット（Waldstadt、「森の街」）とも称される。ただし、19世紀より工業都市として発展しており、自然と工業の調和が課題となっている。街をフィノー運河が走るが、現在その重要性は低下している。近隣の都市としては、約45キロ南西にベルリン、75キロ南東にフランクフルト (オーダー)が位置している。約20キロほど東にポーランド国境がある。

## 歴史
1254年に街が建てられ、14世紀初頭には都市特権を得て市壁が設けられた。エーベルスヴァルデが、シュテティーンとフランクフルト (オーダー)を結ぶ交易路の途中に位置していたことは、この街の発展に大きく貢献した。1499年に大火事によって街が焼失したが再建された。17世紀の三十年戦争では、カトリック側の傭兵隊長ヴァレンシュタインや、スウェーデンのグスタフ・アドルフがこの地に留まった。のちにリュッツェンの戦いで命を落としたグスタフ・アドルフは、この街のマリア・マクダレナ教会でその遺体を防腐加工された。街は三十年戦争を通じて多大な打撃を被ったが、それから徐々に人口を回復させた。18世紀半ば、テューリンゲンから鍛冶・冶金技術を有した人々がこの地に移住したため、これらの産業が発展した。19世紀半ばより工業化が進み、工場が設けられるとともに鉄道網の整備が進んだ。1842年にはベルリン、翌年にはシュテティーン（現ポーランド）との路線が開通した。第二次世界大戦後、ソ連による占領（ソ連占領地域）を経て東ドイツ領となった。1990年のドイツ統一は、エーベルスヴァルデに厳しい状況をもたらした。旧東ドイツの工業水準は西ドイツに届くものではなく、工業は停滞し失業者も急激に増加した。人口も、統一後まもなくは5万人以上いたが、現在の人口は4万人程度である。2004年、街の建設750年を祝う祭典が催された。

## スポーツ
FV MOTOR Eberswaldeが、この街を本拠地とするサッカークラブである。現在、6部リーグに所属する。

## 姉妹都市
- - デルメンホルスト（ドイツ）

## 引用
1. ↑  Bevölkerungsentwicklung und Bevölkerungsstand im Land Brandenburg Dezember 2023